# 銃夢
《銃夢》是由日本漫畫家木城幸人創作的科幻題材日本漫畫，於集英社旗下半月刊《Business Jump》的1991年3號開始連載，1995年10號完結，是木城的首部連載作品。本作的劇情設定在未來，地面上殘破混亂的「廢鐵鎮」由位在天空中的完美都市「沙雷姆」管控，鎮上有許多居民都是身體部位替換成機械的合成人。故事的主角是一名失憶、殘破的合成人少女，被廢鐵鎮的醫師依德從垃圾堆救起，命名為「凱麗」。原本凱麗和依德過著平靜的日子，但一次生死關頭中凱麗無意識地使出失傳的火星古武術「機甲術」，從此踏上了戰鬥和探索自我的漫長旅程。
本作的前身是木城在1989年遇到瓶頸時改變自我風格畫出的單篇《RAINMAKER》，因為獲得責任編輯好評，木城將《RAINMAKER》的故事畫成連載的形式，可是不被編輯部採用。1990年，集英社編輯頓田憲三建議他用連載版中的一名合成人女警角色創作新的故事，木城於是畫出了以特務「凱麗」為主角的單篇，起名為《銃夢》，意涵取自劇情中的兩個元素——「槍械」和「駭客造成的電子夢境」。《銃夢》起初並沒有獲得連載機會，但在編輯長的賞識之下而得以於1990年底在《Business Jump》上開始連載。連載第4年（1994年）時，木城遭到某種不願透露的變故，導致身心受創難以畫畫，只好捨棄原本要畫的「銃夢宇宙篇」劇情，以「沙雷姆墜落篇」當作結局，於1995年初匆匆完結。
本作在美國取得成功，並獲得好萊塢導演青睞拍成了真人電影《艾莉塔：戰鬥天使》。1993年本作的改編動畫由MADHOUSE以OVA形式出品，1995年木城將「銃夢宇宙篇」寫成PS遊戲企劃《銃夢～火星的記憶～》，並開始繪製和《銃夢外傳》，來讓自己的狀況恢復。1999年，木城趁著完全版發行時將「沙雷姆墜落篇」此一結局刪除，以在續作《銃夢LastOrder》發展全新的「銃夢宇宙篇」故事，換言之續作的時間線中「沙雷姆墜落篇」事件並未發生。《銃夢LastOrder》於2000年至2014年間在《Ultra Jump》連載，其續作《銃夢火星戰記》已於2014年起在講談社雜誌《Evening》上連載，將是《銃夢》系列的最終章。

## 劇情
本作的背景設定在文明破敗的未來，居住在地面的人們受到空中都市「沙雷姆」的統治。故事以地面上的「廢鐵鎮」為開場，合成人醫生依德發現了一顆女性合成人的頭顱。依德將頭顱撿回去修理，並給她裝上軀體。女合成人醒來之後沒有過去的記憶，依德將她命名為「凱麗」，並收留了她。凱麗在依德的悉心照顧下度過一段幸福和平的時光，但在一次遇襲時本能地使出火星古武術「機甲術」反擊。凱麗發現了自己的力量後，希望能不再依賴依德照顧，於是不顧反對成為賞金獵人。之後，凱麗經歷了與通緝犯馬卡克的死鬥，以及初戀尤浩的死，後者讓凱麗出走，獨自前往遙遠的西部地區，並投身當地的競技「死亡球」中。在與死亡球冠軍傑秀皇決鬥時，凱麗想起了自己的本名「陽子」。
傑秀皇雖殞命但贏得決鬥，之後凱麗離開死亡球界，2年間過著自己的獨立生活。依德前去與腦改造者「鐵士代諾」交涉，企圖取回曾讓凱麗裝上的「狂戰士機體」。然而鐵士代諾其實是一名被沙雷姆放逐的瘋狂科學家，馬卡克和傑秀皇都被他改造過。鐵士代諾替徹底發瘋、欲找凱麗復仇的賞金獵人沙勇裝上狂戰士機體，依德在混亂中被害死。凱麗知道之後要鐵士代諾答應復活依德，隨後脫離原本平靜的生活與沙勇決鬥並勝出，但身軀破損的她被工廠逮捕。沙雷姆地上監察局（G.I.B.）局長畢寇鐸提議讓她幫沙雷姆追捕鐵士代諾，利害關係一致下凱麗成為特務「TUNED」第一號。
流浪約10年後，凱麗遇見身懷格鬥技的普通人候磯亞·法爾，並與他合力對抗勢力強大的馬借盜賊團。兩人約定再會後，凱麗持續追查鐵士代諾，途中與鐵士代諾之子——擁有心靈能力的傑臥士相遇。經歷凱麗複製體的襲擊等風波，以及見到復活但失憶的依德後，凱麗成功闖入鐵士代諾的秘密基地，在陷阱「對自核夢」中重新經歷與傑秀皇的的決鬥，最終突破迷惘反敗為勝，回到現實將鐵士代諾斬首。另一方面，傑臥士另一隱藏人格操控的馬借首領「電」誓言要消滅壓迫地面人的沙雷姆，準備啟動大砲來射擊沙雷姆，卻被沙雷姆的先進武器和派出的凱麗複製體擊潰。
凱麗和欲建設沙雷姆之塔的傑臥士道別，打算去找候磯亞。路上凱麗遭到並未死亡的鐵士代諾偷襲，被對方回收到沙雷姆。鐵士代諾給予凱麗更強的機體「伊瑪吉諾斯」，與她一起去見沙雷姆的核心運作系統「梅爾姬賽克」。由於鐵士代諾和凱麗前來攪局，梅爾姬賽克啟動自毀程式，凱莉犧牲自己阻止沙雷姆整個砸下，使一切免於毀滅，並讓沙雷姆成為一座植物叢生的綠色天空之城。5年後，一切已經全部重建，並比原先更加繁榮，連結地上和沙雷姆的沙雷姆之塔也建造完畢。在發狂的鐵士代諾的帶領下，候磯亞從分子機器「那諾曼樹」找到重組而成的凱麗，且她保有原先的記憶。候磯亞擁抱著凱麗，故事至此結束。

## 創作

### 背景與原型
作者木城幸人於1984年和1988年兩度以短篇獲得小學館新人獎，但在1989年陷入了創作瓶頸。到了1989年5月左右，木城放棄了一直以來使用的單篇風格，開始畫一則有關合成人男性的靈魂的故事，在沒有決定頁數的情況下花了數週完成長達70頁的分鏡，作品標題是《RAINMAKER》。《RAINMAKER》設定在合成人犯罪盛行的近未來都市，男子博庫斯·古多（ボックス・ゴドー）在愛人被殺後形同廢人，有一個組織讓他成為武裝合成人特工，代號「RAINMAKER」，專門追捕警方無法對付的罪犯。最後博庫斯面對殺死他愛人的仇人「狼人」，抱著破碎不堪的心與之最後一戰。
《RAINMAKER》受到重金屬樂團德國女皇樂團之專輯《Operation: Mindcrime》的強烈影響，而標題「RAINMAKER」指的是祈雨法師，取自美國搖滾樂團堪薩斯樂團之專輯《In the Spirit of Things》中的同名歌曲。木城也稱，從故事的角度來看，「RAINMAKER」這個標題帶有希望乾如沙漠的城市能降下慈悲之雨的祈願之意。《RAINMAKER》的設定走傳統路線，但木城在當中有節奏地穿插回憶片段以增強情感刻劃，這點是受到電影《時空英豪》之影響。《RAINMAKER》裡有一些角色被挪用至後來的《銃夢》當中，像是畢寇鐸局長和菲麗絲（《銃夢》中叫修密拉）。
《RAINMAKER》獲得木城當時的責任編輯O氏讚賞，O氏希望木城可以再把稿子完善一點，木城於是擴展分鏡內容，增加人物描寫與人物設定，結果故事變得很長。木城挑了故事的前段，畫成3～4話、每話約20頁的連載形式，再拿給O氏過目。O氏給予這樣的第二稿更好的評價，認為《RAINMAKER》夠格連載，然而《Sunday》編輯部高層予以否決，木城認為原因可能是「內容不是少年雜誌面向」，而且當時《Sunday》沒有科幻作品的缺。
轉機發生在1989年下半。據說O氏覺得《RAINMAKER》被埋沒太可惜，所以把分鏡副本拿給別人看，結果間接傳給了集英社的頓田憲三。頓田也覺得《RAINMAKER》很棒，所以打電話給木城請求會面。木城覺得集英社的形象太過強烈（歸因於《週刊少年Jump》），不想在集英社工作，不過頓田當時是《月刊BEARS CLUB》（月刊ベアーズクラブ，現已停刊）的副編輯長，該雜誌在集英社中算是一份與眾不同的刊物，即使是木城這種風格也能發揮。木城本來對重拾已經胎死腹中的作品感到興趣缺缺，但頓田讓他在《月刊BEARS CLUB》上的第1話就有100頁的篇幅，重燃了他的興趣。他畫出了百頁連載版的《RAINMAKER》第1話，設定經過更動，劇情講述博庫多發現女友被殺人魔「狼人」襲擊瀕死，靠著改造成合成人保住一命。他把女友殺了後精神錯亂地逃亡，被女合成人警官（即《銃夢》主角凱麗的原型）追捕，最後形同廢人的他被抓到，畢寇鐸讓他成為特工「RAINMAKER」（即《銃夢》裡凱麗當上「TUNED」的橋段之原型）。木城將百頁版第1話交給頓田，可是頓田一臉沉悶，告訴他再畫。至此木城為了《RAINMAKER》已經畫了300多頁的分鏡稿，卻連原稿都還不能開始畫，對此感到厭煩的他決定再也不畫《RAINMAKER》。

### 連載契機
1990年初夏，頓田因為人事異動改到青年面向的半月刊《Business Jump》（以下簡稱BJ）工作，兩人又開始頻繁會面。木城給他看了幾份企畫，但沒一個能成。《BJ》的讀者年齡層大約是30歲，木城不確定他該畫些什麼，頓田告訴他想畫什麼就畫什麼。1990年8月底或9月初，頓田又提起《RAINMAKER》，雖然木城已經沒有興趣，但頓田建議他用故事中出現的女配角「合成人女警」來畫一部新作。1990年9月下旬，木城完成了第一份以「凱麗」為主角的短篇分鏡，劇情內容設定在近未來的日本，合成人已經普及。為了應付越來越多的武裝犯罪，警方將部分危險的工作外包給民間公司「工廠」（ファクトリー），工廠派出武裝人員「TUNED」打擊犯罪，並由配對好的接線員在總部提供輔助。主角凱麗（本名狩井陽子）在故事一開始是個特A級TUNED，接線員剛換成魯烏·可麗絲。這時發生駭客佔據智能建筑的事件，另一家的TUNED進去後音訊全無。凱麗被派去攻堅，成功逼近那名駭客「依德」（イド，和《銃夢》中的依德不同人），可是對方透過TUNED迴路劫持了凱麗的感官，讓她陷入虚拟现实的世界中。凱麗在依德的精神攻擊之下被迫重溫童年事故，所幸魯烏用手槍破壞了終端機，強制解除TUNED迴路，清醒過來的凱麗將依德射殺。
木城表示，「凱麗」這個名字可能是他無意識地取自很喜歡的科幻小說《群星，我的歸宿》，書中的主角也叫「Gally」。這篇的標題起初訂為《TUNED凱麗》（TUNEDガリィ），木城覺得沒有特色，所以花了半天想出了新標題《銃夢》，取作品中出現的「槍械」（銃）和駭客侵入造成的「夢境」作為意涵。頓田看過後給予好評，要他再完善一點，所以木城又重畫過一次，微調設定，但故事完全不同。結果頓田看過後又要他重畫，木城已經受夠了，不打算再畫《銃夢》。1990年11月中旬，木城被頓田叫到東京，得知《BJ》的編輯長看過分鏡後獨斷決定讓《銃夢》在《BJ》上連載。木城鑑於之前《RAINMAKER》和《銃夢》的不好回憶而抱持懷疑，不過連載的事已成事實，木城重整狀態後馬上開始構思。

### 連載構思
木城不打算從頭重新發想，而是注意到這篇作品缺乏一個適合的舞台、一個足以象徵這個世界的代表。一天他在被窩裡幻想時偶然想到了一座空中都市的形象，這座都市位在軌道電梯的末端，會從地面上的聯合廠將消費品吸上去，並把垃圾丟棄在地面。木城也瞬間掌握了這個世界的生態系和等級制度，並認為這正是生化人生存的世界。接下來的工作是要幫都市命名，木城覺得一開始的點子「天堂之扉」（ヘブンズ・ゲート）沒新意又太長，最後借名於「第二耶路撒冷」（第二のイェルサレム，據說古人看到的模樣就是一座天空都市），將連在軌道電梯靠宇宙那端的都市命名為「耶路」（イェール），連在靠地面那端的都市則稱作「沙雷姆」（ザレム），念法是採用德語發音。廢鐵鎮的地理位置是美國堪薩斯城原本在的地方，木城稱廢鐵鎮的設定和他的成長背景有關，他小時候父親會到廢物堆積場找可以用的東西，有時就會帶著他一起，而他很喜歡和人們拋棄不要的物品殘骸為伍，覺得有種懷舊的舒適感。
木城一直以來只描寫異世界，但他始終認為，楔子沒有用來說明背景的旁白和台詞才是理想的。所以他採用讓主角凱麗失去記憶的點子，如此一來她的視角就和同樣對這個世界一無所知的讀者一樣，且她的精神狀態一開始和幼兒差不多，之後才一點一滴的成長。木城認為這種做法一石二鳥，可以同時讓讀者感到同情和同感。而發現凱麗的是一個精通生化人技術、可以用成人的角度教導凱麗的男性，但他有著隱藏的黑暗面。因為稿子要刊登在年底出版的新年號上，所以截稿期限是到12月初，只剩下3周的時間。木城滿懷信心將新的《銃夢》分鏡拿到東京給頓田看，頓田很滿意。
第一話的高潮是凱麗痛揍敵人，但就算凱麗是生化人，讓一個手無寸鐵的女孩這樣戰鬥還是缺乏說服力。頓田建議加入像是「飯綱落」（飯綱落とし）那樣的必殺技；這番話形塑了之後的《銃夢》。木城從沒想過要在作品中加入格鬥要素，他在1985年至1986年左右曾構思過無重力格鬥和以肉身對抗生化人的點子，但未能開花結果，他認為這次的《銃夢》是很適合的使用時機。在戰鬥技的命名上，木城稱當時人們對可以隔空擊倒對手的「气功術」興趣濃厚，於是借用其發音，設計出諧音的「機甲術」（日文發音皆為）。機甲術的意思是擊倒穿著裝甲之敵人之術，木城覺得這個名稱很好、但其實就是個很冷的雙關語笑話。後來他把「機甲」的念法改成德文中的對應單字，並特地翻了字典，把「術」也改成德文（指美術、藝術）。所以機甲術的念法變成，木城覺得這顯然比雙關語還要更具有異世界作品需要的說服力。
經過戰鬥技的設計後，凱麗的設定變成身懷源自宇宙之格鬥術「機甲術」的失憶少女，會在面臨生命危險時發揮出武術。木城認為，這種設定既能讓讀者對凱麗的過去感興趣，也讓他可以名正言順地讓她積極行動。可是這麼一來，前半段就成了格鬥戰，原本設定好的槍戰沒有辦法出現，為了合理化這點，木城追加了「廢鐵鎮因工廠法而嚴禁槍枝」的設定。又因為槍沒出現，在第1話的時候，木城想過要把標題《銃夢》給改掉，可是在頓田的強力推行下維持原案。所以木城之後想到一則自嘲用的笑話：《銃夢》其實應該是《GUN・無》（沒有槍）才對。他也在每一話的話數前面加上「FIGHT」。木城稱自己對《銃夢》以「科幻格鬥」的方式展開感到內心隱隱作痛，但後來證實這樣的嘗試是成功的。

## 連載過程
《銃夢》的第一話刊登在1990年12月15日發售的《BJ》新年號1991年3號。《銃夢》的第一話有28頁，加上彩頁和雜誌插圖，工作量繁重。木城還得兼顧小說《蜃氣樓帝國》的彩色插圖，只好急忙叫弟弟幫忙。第一話時使用的標語包含「新赛博朋克浪漫劇」、「被封印在時間之界的『藍色天使』如今復活…」、「為90年代漫畫帶來新氣象！」等，木城稱基本上這種用來吸睛的文句都是由責編所寫，他沒辦法完全苟同。其中「天使」這個詞他羞於主動使用，但既然責編在標語裡這樣寫，他就反過來利用這點，讓馬卡克在台詞中用「天使」這個詞來稱呼凱麗。又因為當時在聽美國重金屬樂團庇護所樂團的專輯《Refuge Denied》，裡面有一首他覺得很酷的歌Battle Angels，所以他就把第六話的篇名取作《戰鬥天使》（戦う天使）。無巧不巧，《銃夢》發行英文譯本時就是以「Battle Angel Alita」為標題。
木城在創作第二話時因為「年末進行」的情況而精疲力盡。第二話最初的構想是設定在第一話的十幾年後，長大的凱麗已經是個成熟的獵人戰士，而依德早在幾年前就消聲匿跡。某天發生了獵奇的連續殺人事件，凱麗發現兇手是徹底發瘋的依德，情勢所逼下只好打倒他，依德死前告訴凱麗他以前是沙雷姆人，而發瘋的原因是得知自己的腦部已經被晶片給替換。不過木城把第一話的圖給畫好後，發現依德比他想像中還要帥，覺得高個子依德和小不點凱麗組成的反差獵人二人組或許不錯，所以在和頓田討論之後重寫了劇情，最後的劇情走向不是賜死依德，而是介紹強敵馬卡克。
《銃夢》的故事結構受到日昇出品的動畫《裝甲騎兵波德姆茲》的影響，木城也稱該作是《銃夢》連載時最大的影響來源。該動畫分成四個篇章，每個篇章都是不同的故事線和開場，《銃夢》對這點進行了諸多借鑑。在情節安排方面，木城在後記中表示《銃夢》的內容並非事前全盤想好，而是邊畫邊想，有時前後會有出入或變動，並稱過於拘泥設定和伏筆會限縮想像力。木城原本構思的沙勇篇劇情和連載版是完全不同的故事，而候磯亞篇則是在還未決定後續發展的情況下開始繪製。另外，木城表示自己即使身為作者，似乎也沒有辦法任意掌控角色的生死。畫尤浩篇的時候，木城並不想讓尤浩死掉，所以想了很多辦法，但結果還是無力回天。死亡球篇時木城也為是否要讓傑秀皇活到最後一話而煩惱，於是規劃傑秀皇贏了就得死，輸了就不用死，最後的結果是前者。相對的，也有些角色的死亡命運被修改，例如依德原本在第二話就會發狂死去，後來木城重新寫過劇情，也影響了作品日後的走向。候斯和酒店老闆原定會在馬卡克篇被馬卡克所殺，但這個決定最後被撤掉。
作品中的許多設定參考自其他作品或事物。廢鐵鎮的堪薩斯酒店是以美國的堪薩斯樂團命名。根據木城的說法，死亡球篇的靈感並不如外界所猜測的來自歐美電影《瘋狂輪滑》（1975年），而是出自其他幾部作品：寺澤武一漫畫《哥普拉》中的虛構運動「欖棒球」、板橋秀豐的短篇作品《跑》（ランニング）、《裝甲騎兵波德姆茲》的其中一話、六田登的漫畫《極速悍將》和歐美電影《末世啟示錄》（1989年）。雖然在畫的時候有想過要看《瘋狂輪滑》作為取材，但最後並沒有看；而他當時也還不知道競速滑輪這項運動。木城在死亡球當中加入了當時他特別喜歡的F1賽車的意象，並希望這項競技除了格鬥能力和速度的較勁外，還要有另一個關鍵要素，所以把「球」帶入比賽的規則當中。木城幫死亡球取的原文名是「Motor Ball」，因為死亡球是一項搶奪靠著「馬達」（Motor）力量來移動的「球」（Ball）的運動。另外，他在連載期間也使用了很多短篇時期的作品元素（如角色和點子等），像是有一篇停留在企畫階段的作品《雷舞音》（雷舞音）就成了《銃夢》荒野篇的原型。
木城初期是在茨城縣下妻市的老家畫稿子，而編輯部在東京，必要時得特別跑一趟。畫前兩話時，木城兩度被編輯部給關禁閉催稿。在繪製死亡球篇後篇時，木城因為種種惡劣條件而無法完全發揮。為了彌補遺憾，他在單行本發行時破例修改原稿，新描繪了十幾頁的動作畫。馬借戰記篇是木城至2002年為止畫過最累的部分。當時他遇到年末進行的情況，一個月要畫三話稿子，內容又是空前的壯觀場面和群眾畫面，為此他用了很多助手。《銃夢》推出後木城收到許多讀者來信，但他沒有回覆。

### 緊急收尾
1994年2月，當時《銃夢》連載到了一半，木城因某個無法透露的事件而身心受創，原稿恐懼症和懼人症讓他精神衰弱，助手也離他而去。木城將連載頻率從兩週一話改成一個月一話，並於1994年夏天告訴編輯長他沒辦法再連載多久，想在明年年初把《銃夢》結束掉。一人繼續畫了1年後，木城在1995年春天終於撐不下去，只好用緊急想出的「沙雷姆墜落篇」來把連載結束。原本要畫的「銃夢宇宙篇」——講述凱麗周遊人類在太空的殖民地（水星、金星、月球、火星、木星和土星等）的故事——因此未能發表。《BJ》1995年10號刊登了《銃夢》的最終話，結束為期4年的連載。木城在1995年5月4日寫下了完結後記，收錄在單行本最後一卷，當中並未提到和提前收尾有關的事情。

## 主題
作者木城在後記中表示，他選擇合成人作為漫畫主題的原因，和坊間流行的改造人無關，而是在探究科幻題材時覺得合成人最適合用來描寫人的內心世界。木城也稱，合成人、廢鐵鎮、沙雷姆是作為對價值觀已死的現代社會的隱喻，並沒有要批判任何具體的事物，而在這樣的世界認清現實、生存下去的「戰鬥」意涵也是本作的主軸。
傑森·湯普森在動畫新聞網上撰文分析本作，他表示：「凱麗走過了天真無邪和理想破滅的階段，但大多數情況下，《銃夢》是她一再重新成長為大人的故事，是她追尋方向和保持（亦或失去亦或重拾）精神核心的故事。」IGN的編者A·E·史派羅（A. E. Sparrow）認為，本作審視了何謂人類，且故事扎根於《皮諾丘》的故事；不過皮諾丘只是想成為真正的人類，而《銃夢》的主人翁凱麗還想要找到自己的存在理由。史派羅也稱，從第一冊來看，被創造者與創造者的關係是一大主題，像是劇情裡凱麗被依德賦予新生，但創造者（依德）的期望並不是凱麗想要的。《銃夢》也曾被學者選為論文的研究題材之一。

## 出版書籍
本作的單行本於1991年9月19日首發，1995年9月19日出版最後一冊。本作的出版社由集英社擔任，但因為木城在2010年與集英社就新裝版出現台詞爭議後改到講談社工作，目前版權是由講談社所有。1998年至2000年，集英社出版了《銃夢》的完全版，書封為木城親自製作的3DCG圖。2010年集英社發行新裝版後不久，版權就移交至講談社，講談社於2016年和2018年分別出版了廉價版和新裝版，並提供電子書版。

### 單行本
| - Fight 1 （，Rusty Angel） - Fight 2 戰之血（，Fight on Instinct） - Fight 3 有價值的事物（，Only Value） | - Fight 4 甦醒的狂戰士（，Resurgents） - Fight 5 地獄的陷阱（，Sanctuary of Drain） - Fight 6 戰鬥天使（，Battle Angel） |

| - Fight 7 天使之淚（，Tears Sign） - Fight 8 看著天空的少年（，Out of Blue Sky） - Fight 9 鋼鐵處女（，Iron Maiden） | - Fight 10 逃亡者尤浩（，Rainy Days） - Fight 11 痛苦的夢（，Guilty Dreams） |

| - Fight 12 雲之彼方（，Beyond the Sky） - Fight 13 殺戮的天使（，Killing Angel） - Fight 14 謁見帝王（，The King of Kings） | - Fight 15 頭蓋骨的勝負（，Work to Rule） - Fight 16 以心臟為賭注（，Risk One's Heart） - Fight 17 朝挑戰者之道（，Second Stage） |

| - Fight 18 舞鬥祭（，Martial Ball） - Fight 19 風的領域（，Red Zone） - Fight 20 繼夢者（，Tradition） | - Fight 21 局外人（，Out Sider） - Fight 22 站在火炎中的男人（，Ars Magna） |

| - Fight 23 復仇的季節（，Lost Sheep） - Fight 24 贖罪的曲調（，Dog Master） - Fight 25 罪業頸瓶（，Laboratory） | - Fight 26 崩壞（，Crumble） - Fight 27 贖罪的山羊（，Scapegoat） - Fight 28 激突（，Face the Facts） - Fight 29 為了強者跟弱者（，Lion and the Lamb） |

| - Fight 30 審判之日（，Yellow Door） - Fight 31 死亡天使（，Evil Angel） - Fight 32 荒野中三人（，Wild West Heroes） | - Fight 33 地獄的野獸（，Dog Eats Dog） - Fight 34 背叛的大地（，Betrayer） - Fight 35 （，Rain Maker） |

| - Fight 36 仰望天空者（，The Groundling） - Fight 37 荒野的歌手（，Radio K.A.O.S.） - Fight 38 地底的混沌（，Undercurrent） | - Fight 39 機甲新娘（，Panzer Bride） - Fight 40 訣別（，Fork of a Road） - Fight 41 生命的甜美果實（，Dual Man） |

| - Fight 42 最後的廣播（，Promise） - Fight 43 水邊的村落（，Testament） - Fight 44 後繼機型（，Solid State） | - Fight 45 瘋狂的一千種面貌（，Insanity Being） - Fight 46 馬借戰記（，War Chronicle） - Fight 47 夢與鋼（，Ouroboros I） |

| - Fight 48 腦的困惑（，No Problem） - Fight 49 夢與心（，Ouroboros II） - Fight 50 鋼鐵的主人（，Last Blade） | - Fight 51 毀滅陽子（，Epitaph） - Final Fight 征服沙雷姆（，Conquest） - Epilogue |

中文代理版本
| 卷數 | 東立出版社     | 東立出版社         | 天下出版 | 天下出版           |
| 卷數 | 初版一刷日期   | ISBN               | 發售日期 | ISBN               |
| ---- | -------------- | ------------------ | -------- | ------------------ |
| 1    | 1993年4月30日  | ISBN 957-34-0369-2 |          | ISBN 9789625851310 |
| 2    | 1993年4月30日  | ISBN 957-34-0370-6 |          | ISBN 9789625851327 |
| 3    | 1993年4月30日  | ISBN 957-34-0371-4 |          | ISBN 9789625851334 |
| 4    | 1993年11月25日 | ISBN 957-34-1069-9 |          | ISBN 9789625851341 |
| 5    | 1994年1月10日  | ISBN 957-34-1070-2 |          | ISBN 9789625851358 |
| 6    | 1994年9月30日  | ISBN 957-34-2113-5 |          | ISBN 9789625851365 |
| 7    | 1994年12月30日 | ISBN 957-34-2114-3 |          | ISBN 9789625851372 |
| 8    | 1995年6月25日  | ISBN 957-34-2929-2 |          | ISBN 9789625851389 |
| 9    | 1995年11月25日 | ISBN 957-34-2930-6 |          | ISBN 9789625851402 |

### 新裝版
集英社完全版
| 卷數 | 集英社         | 集英社             | 備註                  |
| 卷數 | 發售日期       | ISBN               | 備註                  |
| ---- | -------------- | ------------------ | --------------------- |
| 1    | 1998年12月18日 | ISBN 4-08-782576-0 | 附錄：外傳聖夜曲      |
| 2    | 1999年2月19日  | ISBN 4-08-782579-5 |                       |
| 3    | 1999年4月20日  | ISBN 4-08-782584-1 | 附錄：外傳音速手指    |
| 4    | 1999年8月20日  | ISBN 4-08-782588-4 | 附錄：外傳故鄉        |
| 5    | 1999年12月15日 | ISBN 4-08-782589-2 |                       |
| 6    | 2000年8月18日  | ISBN 4-08-782594-9 | 附錄：3DCG短片DVD一張 |

Ultra Jump新裝版
| 卷數 | 集英社     | 集英社                 |
| 卷數 | 發售日期   | ISBN                   |
| ---- | ---------- | ---------------------- |
| 1    | 2010年6月  | ISBN 978-4-08-782288-5 |
| 2    | 2010年7月  | ISBN 978-4-08-782291-5 |
| 3    | 2010年8月  | ISBN 978-4-08-782298-4 |
| 4    | 2010年9月  | ISBN 978-4-08-782299-1 |
| 5    | 2010年10月 | ISBN 978-4-08-782344-8 |
| 6    | 2010年11月 | ISBN 978-4-08-782353-0 |
| 7    | 2010年12月 | ISBN 978-4-08-782357-8 |

講談社廉價版
| 卷數 | 日文副標題 | 講談社         | 講談社                 | 卷數 | 中文副標題 | 東立出版社     | 東立出版社             | 中文收錄話數 |
| 卷數 | 日文副標題 | 發售日期       | ISBN                   | 卷數 | 中文副標題 | 發售日期       | ISBN                   | 中文收錄話數 |
| ---- | ---------- | -------------- | ---------------------- | ---- | ---------- | -------------- | ---------------------- | ------------ |
| 1    |            | 2016年10月5日  | ISBN 978-4-06-386017-7 | 1    | 生銹的天使 | 2018年4月3日   | ISBN 978-957-26-0259-1 | 1-9          |
| 2    |            | 2016年10月19日 | ISBN 978-4-06-386018-4 | 2    | 逃亡者尤浩 | 2018年10月18日 | ISBN 978-957-26-0260-7 | 10-17        |
| 3    |            | 2016年11月2日  | ISBN 978-4-06-386030-6 | 3    | 舞鬥祭     | 2019年2月20日  | ISBN 978-957-26-0261-4 | 18-25        |
| 4    |            | 2016年11月16日 | ISBN 978-4-06-386033-7 | 4    | 崩壞       | 2019年4月1日   | ISBN 978-957-26-0262-1 | 26-35        |
|      |            |                |                        | 5    | 仰望天空者 | 2019年5月10日  | ISBN 978-957-26-0263-8 | 36-45        |
|      |            |                |                        | 6    | 馬借戰記   | 2019年5月30日  | ISBN 978-957-26-0264-5 | 46-完        |

講談社新裝版
| 卷數 | 副標題 | 講談社         | 講談社                 | 中文副標題 | 東立出版社     | 東立出版社             |
| 卷數 | 副標題 | 發售日期       | ISBN                   | 中文副標題 | 發售日期       | ISBN                   |
| ---- | ------ | -------------- | ---------------------- | ---------- | -------------- | ---------------------- |
| 1    |        | 2018年11月21日 | ISBN 978-4-06-514379-7 | 鏽蝕天使   | 2023年9月11日  | ISBN 978-626-372-221-7 |
| 2    |        | 2018年11月21日 | ISBN 978-4-06-514380-3 | 殺戮天使   | 2023年10月12日 | ISBN 978-626-372-222-4 |
| 3    |        | 2018年12月21日 | ISBN 978-4-06-514811-2 | 復仇季節   | 2023年11月13日 | ISBN 978-626-372-223-1 |
| 4    |        | 2019年1月23日  | ISBN 978-4-06-514985-0 | 機甲花嫁   | 2023年12月18日 | ISBN 978-626-372-224-8 |
| 5    |        | 2019年2月22日  | ISBN 978-4-06-514986-7 | 征服沙雷姆 | 2024年1月11日  | ISBN 978-626-372-225-5 |

## 後續與相關媒體
1993年本作還沒完結時，改編動畫《銃夢》就以原創動畫錄影帶（OVA）的形式製播，一集25分鐘，共有2集，動畫製作由MADHOUSE負責。劇情大致到尤浩篇為止，部份情節和本作有所出入。將《銃夢》結束掉後，木城透過繪製其他漫畫和從事相關活動來恢復自己的狀態。1995年本作完結不久，「銃夢超百科」於《Business Jump Extra》1995年8月10日號上刊載，內容有25頁，收錄有圖集、劇情介紹和作者訪談等內容。1995年秋至1996年秋，木城在現為《Ultra Jump》（以下簡稱UJ）編輯長的頓田的請託下，於《UJ》上連載與《銃夢》同世界觀的漫畫《灰者》，時間線為《銃夢》的前傳，情節和死亡球有關。1996年秋天，《灰者》完結後他又在《UJ》連載了三篇《銃夢外傳》：故鄉、聖夜曲和音速手指，這三篇先是收錄在《銃夢》完全版當中，之後和2006年新畫的另一篇外傳馬借音頭合成一本單行本。
木城也參與了《銃夢》相關媒體的企劃。1995年秋季，集英社旗下小說雜誌《Jump Novel》提議出版《銃夢》的小說，木城於是推薦他的前助手川村泰久來執筆，並於1996年春天幫小說畫了插圖。小說版刊載於《Jump Novel》Vol.10（1996年3月號）和Vol.11（1996年8月號）上，1997年4月24日由JUMP j BOOKS叢書發行單行本（ISBN 4-08-703059-8）。1995年秋季的時候，木城也想到或許可以用遊戲形式來發表原本沒用上的「銃夢宇宙篇」情節（凱麗經由沙雷姆和耶路前往外太空），於是透過V Jump編輯部把企劃提交給萬普。最後這款遊戲《銃夢～火星的記憶～》於1998年8月27日在日本發行PlayStation版。
1998年底，《銃夢》完全版開始發行。當時木城已經克服了自己的障礙，已經可以開始畫「銃夢宇宙篇」，只苦於沒辦法直接改寫結局，因為《銃夢》已經是完結作品。木城認為完全版的出版給了他最後的機會，既然完全版有收錄外傳的空間，那麼他或許有機會把故事換成新的。最後他將完全版第6冊中本來的美好結局刪除，將劇情中止在凱麗被炸死的時候，以銜接續作:24。1999年年底時木城告訴頓田他想連載「銃夢宇宙篇」，也就是《銃夢LastOrder》（以下簡稱LO）。2000年，木城停下正在《UJ》上連載的漫畫《水中騎士》，開始在同一雜誌上連載《銃夢LastOrder》，劇情從《銃夢》中凱麗被炸死的情節分岔出去，從她被鐵士代諾帶到沙雷姆復活開始。原版的結局遭到捨棄，之後都是全新發展。木城表示他原本想說直接照著當初幫遊戲寫的故事來畫，但新角色、新點子和新主題源源不絕地湧出，所以連他也不知道結局會是如何。
2010年6月，木城在網路上稱，《UJ》編輯部唐突地通知他，新出版的《銃夢》完全版將有三處爭議性台詞被修改，他當時同意了，但後來深感後悔。之後木城與編輯部多次商談，木城不滿對方的行事和態度，最終於9月確定離開集英社，改至講談社工作，《LO》也一併移到講談社旗下的半月刊《Evening》連載，每兩期發表一話。《LO》於《Evening》2011年8號恢復連載，2014年3號完結，其續作也是系列最終章《銃夢火星戰記》於同年年底出版的2014年22號開始連載。
2015年11月起，《銃夢》在漫畫APP「Manga Box」上進行復刻連載。

### 海外傳播
截止至作品完結時（1995年），《銃夢》已被翻譯為泰文、繁體中文（分成臺灣版和香港版兩種）、英文、西班牙文與法文。葡萄牙文、芬蘭文、義大利文、波蘭文譯本也已問世。
本作在美國的發行時間難以考證，不過可以確定Viz Comics在1993年或更早以前就已經開始發行本作的英文版。1994年黑馬漫畫出版了英文版漫畫書。本作的英文版標題被翻譯為《Battle Angel Alita》（戰鬥天使艾莉塔），主角凱麗的名字變成艾莉塔。據譯者佛瑞德·伯克（Fred Burke）的說法，加入「戰鬥天使」一詞的用意是要吸引讀者，而原本的名字凱麗（Gally）在英文裡不好發音，所以他用了在新生兒命名書中找到的艾莉塔。Gally在英文中是「嚇唬」的意思，而Alita這個名字源自歐洲，有「高貴」的意涵。木城也在《銃夢》正篇的末尾，讓凱麗在第二個對自核夢中被重新取名為「Alita」。另外，英文版也就部分人名和名稱進行了本地化，如沙雷姆改成「Tiphares」、耶路改成「Ketheres」、尤浩改成「Hugo」等。本作原本是由左往右翻，代理商為了符合英語地區習慣而改成往左翻，內容也因此進行了反轉。木城稱這樣的版面調整讓他的作畫失誤更加明顯。

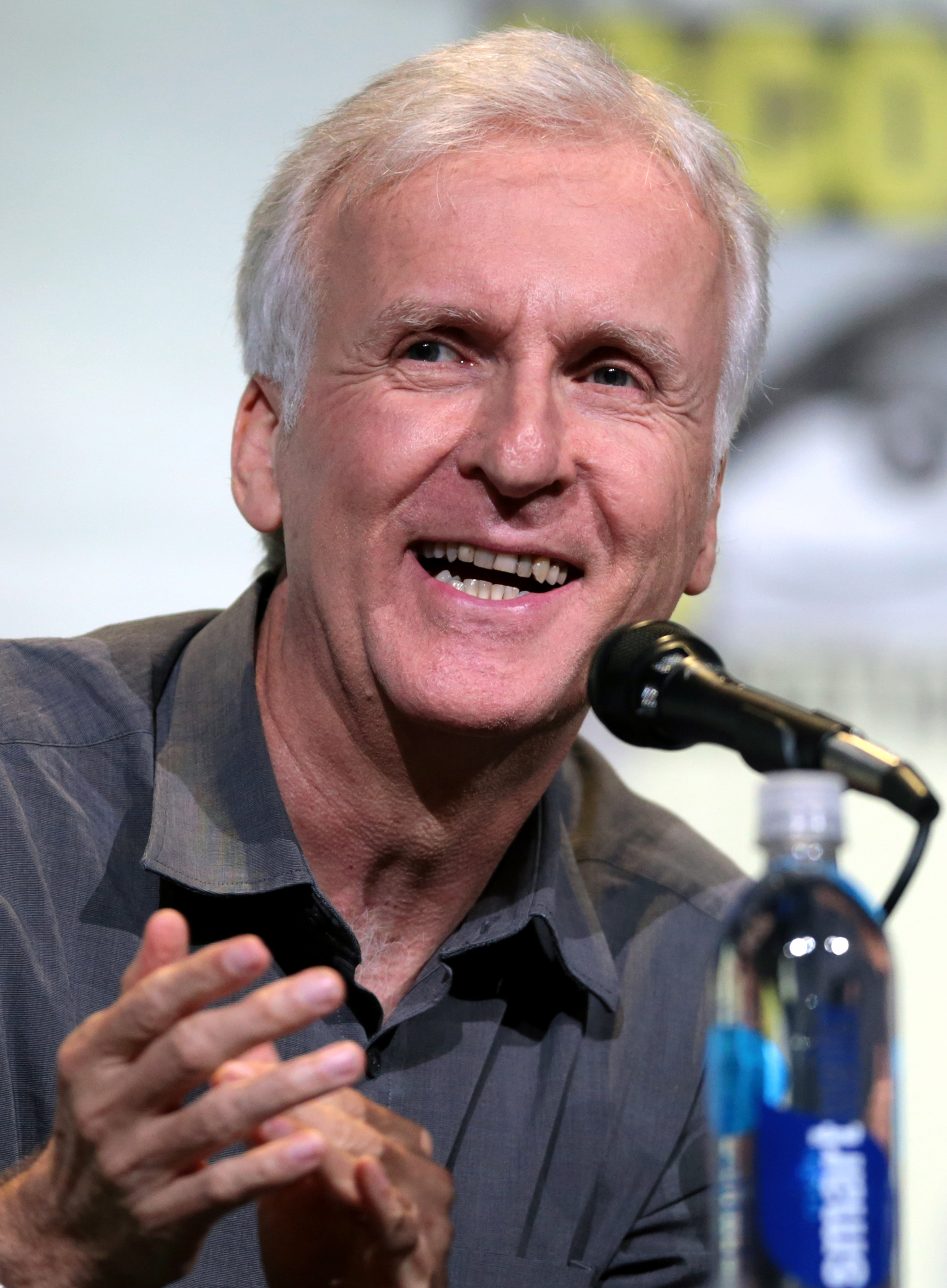
《銃夢》由詹姆士·卡麥隆搬上大螢幕，照片攝於2016年

### 改編電影
1993年，木城在接受《Animerica》採訪時曾稱，就風格來說他希望由保罗·范霍文來導演《銃夢》的電影，就視覺效果來說則中意拉塞尔·马尔卡希。根據木城的說法，他在1994年收到了第一份改編真人電影的請求，之後也有很多導演、製片人和製作公司來叩關。大約是1998年時，美國導演詹姆士·卡麥隆和片商二十世紀福斯與他接洽，並得到許可。2003年，卡麥隆表態會導演《銃夢》的電影版。經過幾番推延，2016年4月時導演確定換成勞勃·羅里葛茲，5月宣佈主角凱麗由羅莎·薩拉查飾演，10月至隔年2月在攝影棚拍片。為了呈現漫畫中的世界，劇組聘請特效公司维塔数码，使用高动态范围成像和动作捕捉技術製作電影。《艾莉塔：戰鬥天使》於2019年2月14日在美國上映，獲得中上口碑，但票房不盡理想。劇組有製作續集的計劃，不過目前仍是未知數。

## 迴響
在本作連載的1990年至1995年期間，《BJ》的平均每周銷量達到創刊以來的高峰，其中以1994年的76萬份為歷史最高。1998年，據木城在網路對談上透露，本作每冊單行本的銷量大概是20萬多。
傑森·湯普森在動畫新聞網上稱《銃夢》是他最喜歡的科幻冒險題材日本漫畫，並表示：「身處在大量抄襲大友克洋和士郎正宗的三流赛博朋克漫畫中，木城打造了原創的未來世界，並隨著系列進展越探越深。他的繪畫細節之精令人驚艷，並為生鏽的都市、激烈的戰鬥場面和各種造型的生化人注入生命。」湯普森認為，這部作品即使到了今日來看也依舊優秀。
本作在美國獲得可觀的人氣，被視為在日本漫畫於美國引起潮流之前就發跡的經典作品。網站「Manga Life」的編者亞當·沃爾克（Adam Volk）撰文表示：「《銃夢》是那種吸引了一票西方讀者的經典作之一，這些讀者本來可能認為日本漫畫有的不過是會說話的動物和大眼睛、表情僵硬的角色。《銃夢》就像《阿基拉》、《攻殼機動隊》和《蘋果核戰》一樣，已成了西方讀者心目中的實質傳奇，引領成千上萬的讀者進入當代日本漫畫和動畫的多元境界。」

## 爭議
2009年，台灣發生黃富康隨機殺人事件，有報導稱兇嫌黃富康被捕後告訴警方，他近幾年事業不順，看了《銃夢》單行本第二冊當中描述隨機殺人「可以解除自身厄運和夢魘」後才模擬犯案。對此事件東立出版社隨即發表聲明，稱公司內部經重新審視後「確定漫畫中並無相關內容」。

## 備註
註釋
1. ↑  台灣東立出版社出版的中文單行本使用日文。
2. ↑  在英文版稱作「艾莉塔」（Alita）。

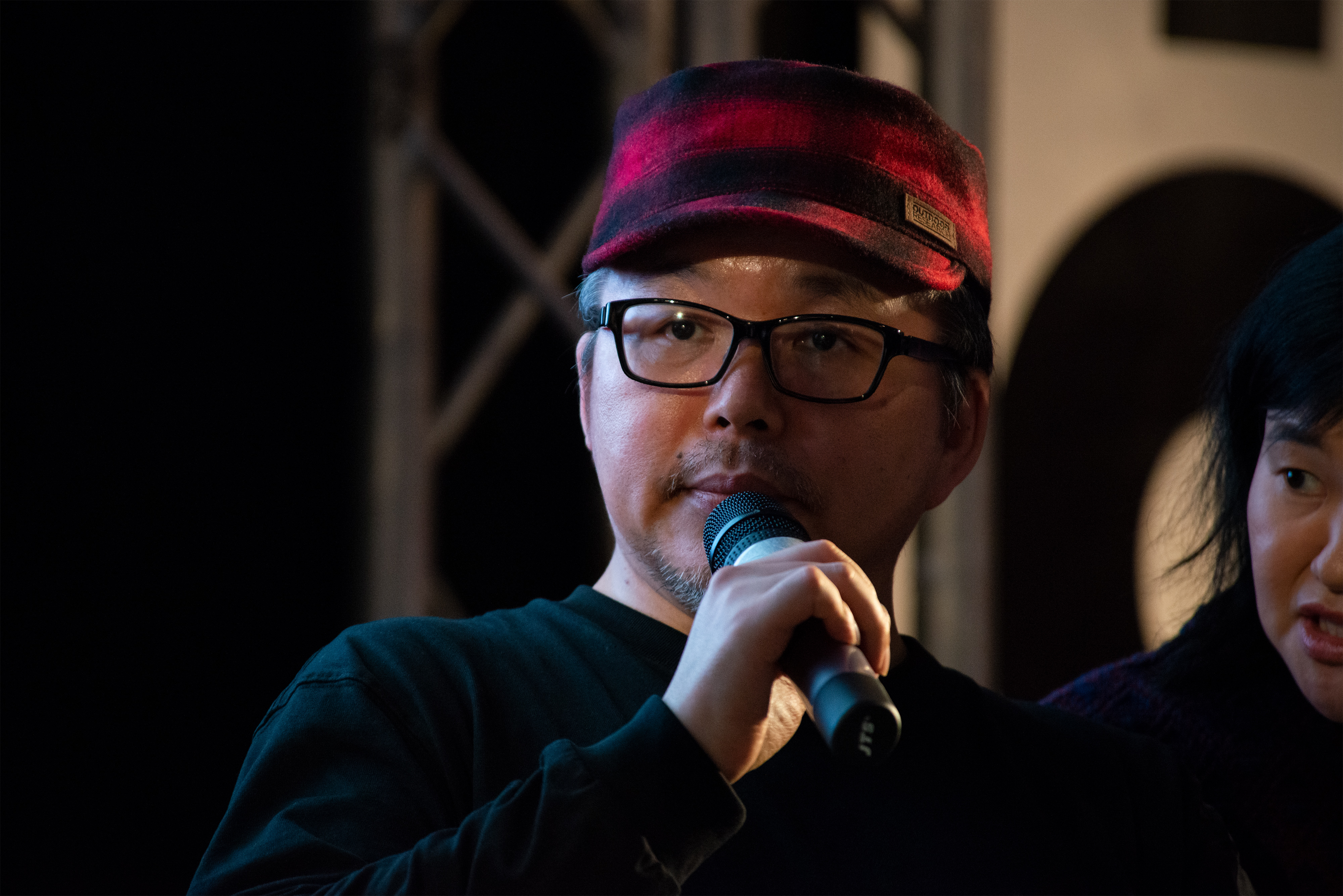
《銃夢》的作者木城幸人，照片攝於2020年

3. ↑  編註：「創作」章節絕大部份是以木城寫下的第一人稱紀錄為參考資料，有些內容無法考證。
4. ↑  木城在單行本後記和個人網站上僅提及假名，不過從他提及這位後來創辦了雜誌《Ultra Jump》可知，其身分就是頓田憲三[13]。東立出版社在早期的單行本保留假名，翻譯《銃夢外傳》時譯為同音的「富田」。
5. ↑  日本漫畫《卡姆依传（英语：カムイ伝）》等忍者題材作品中經常出現的必殺技。
6. ↑  雖然期號為1991年1月15日号，不過其實在一個月前的1990年12月15日就已發售，這是日本漫畫雜誌的習慣。
7. ↑  木城表示：寺澤筆下的「欖棒球」劇情參考自歐美電影《牢狱风云（英语：The Longest Yard (1974 film)）》（1974年）和前面提過的《瘋狂輪滑》，所以稱這兩者為間接的參考對象也無不可[27]。
8. ↑  木城列出的名字是，但事實上查無此人，應是板橋秀豐的筆誤。而且板橋秀豐確實發表過一部名為的短篇，該短篇原本刊登於雙葉社漫畫雜誌《漫畫ACTION增刊》1983年2月13日號，後於1994年收錄在短篇集（已絕版）。
9. ↑  1-7冊的譯者為林上園，8-9冊為洪瓊容
10. ↑  標記為「新裝版」；譯者為蔡夢芳
11. ↑  標記為「完全版」；譯者為Iamkei
12. ↑  相對的，英文版則是被重新取名為「Gally」[34]。

譯名與原文註釋
1. ↑  原文：
2. ↑  原文：
3. ↑  原文：
4. ↑  台灣新裝版譯為「有價值的事物」
5. ↑  台灣新裝版譯為「挑戰者之道」
6. ↑  台灣新裝版譯為「武鬥祭」
7. ↑  台灣新裝版譯為「罪業的燒瓶」
8. ↑  台灣新裝版譯為「激烈衝突」
9. ↑  台灣新裝版譯為「荒野的三人」
10. ↑  台灣新裝版譯為「通往自由之路」
11. ↑  原文：
12. ↑  原文：

## 外部連結
- Yukitopia （页面存档备份，存于）（日語）
- 銃夢（漫畫）在動畫新聞網百科全書中的資料（英文）